# Welyka Metschetnja
Welyka Metschetnja (ukrainisch Велика Мечетня; russisch Великая Мечетня Welikaja Metschetnja, polnisch Meczetna Wielka) ist ein Dorf am rechten Ufer des Südlichen Bugs im Nordwesten der ukrainischen Oblast Mykolajiw mit etwa 1300 Einwohnern (2001).
Das Ende des 18. Jahrhunderts von geflüchteten Leibeigenen aus der Moldau und der Ukraine gegründete Dorf liegt auf einer Höhe von 111 m, 26 km nordöstlich vom ehemaligen Rajonzentrum Krywe Osero und 185 km nordwestlich vom Oblastzentrum Mykolajiw.
Am 12. Juni 2020 wurde das Dorf ein Teil der neugegründeten Siedlungsgemeinde Krywe Osero, bis dahin bildete es zusammen mit den Dörfern Ternuwate (Тернувате) und Tokariwka (Токарівка) sowie den Ansiedlungen Iwaniwka (Іванівка) und Kuprijaniwka (Купріянівка) die gleichnamige Landratsgemeinde Welyka Metschetnja (Великомечетнянська сільська рада/Welykometschetnjanska silska rada) im Nordosten des Rajons Krywe Osero.
Am 17. Juli 2020 kam es im Zuge einer großen Rajonsreform zum Anschluss des Rajonsgebietes an den Rajon Perwomajsk.